# Julius Pollux
Pour les articles homonymes, voir Pollux.
Julius Pollux ou Julius Polydeukès (en grec Πολυδεύκης Ναυκρατίτης) est un philologue et rhéteur du IIe siècle, né à Naucratis en Égypte.

## Vie
Julius Pollux, venu à Rome sous Antonin le Pieux ou sous Marc Aurèle, devint l'un des maîtres de rhétorique de l'empereur Commode, qui, selon Philostrate, le nomma ensuite à une chaire d'éloquence à Athènes. Il mourut à l'âge de 58 ans. Lucien de Samosate paraît l'avoir mis en scène dans son Lexiphane, et l'attaque violemment dans son Maître d'éloquence. On ne sait si cette satire au ton injurieux était fondée, mais Philostrate dit aussi que comme orateur ses prétentions dépassaient de beaucoup son talent.

## Œuvres
Julius Pollux est l'auteur d'un dictionnaire du grec classique, l’Onomasticon (Ὀνομαστικόν), en dix volumes, adoptant un classement par matières (par exemple le livre IV est consacré à la musique, à la danse et au théâtre, le livre IX aux monnaies). Il a été transmis sous une forme lacunaire. Il s'agit essentiellement d'une nomenclature, avec des séries de noms, leurs synonymes, les adjectifs qui en précisent le sens, des locutions où ils sont employés, de nombreuses citations d'auteurs et des explications complémentaires. La préface présentant l'ouvrage est adressée au jeune Commode, dont Pollux était alors le professeur.
Autres œuvres (énumérées par la Souda, mais perdues) :
- Déclamations
- Dissertations sur la mythologie et l'histoire
- Eloge de Rome
- Epithalame à Commode
- Accusation contre Socrate
- Contre les Sinopéens
- Panégyrique en l'honneur de toute la Grèce
- Panégyrique en l'honneur  de l'Arcadie

## Attribution fictive
Le nom de Julius Pollux a été inscrit arbitrairement en tête d'une chronique historique chrétienne anonyme par le copiste du XVIe siècle Andreas Darmarios. Dans son état actuel, elle raconte l'histoire du monde de la Création à l'an 377 av. J.-C., mais à l'origine elle devait continuer plus loin. Il s'agit seulement de l'un des nombreux remaniements de la Chronique universelle de l'auteur byzantin Syméon le Logothète, placés dans les manuscrits sous différents noms (Léon le Grammairien, Théodose de Mélitène...).

### Sources antiques employées pour l'article
- Philostrate, Vies des sophistes, II, 12.
- (en + grc) Souda (lire en ligne), s.v. « Julius Pollux ».

### Éditions des fragments de Julius Pollux
- Éd. Immanuel Bekker, Berlin, 1846.
- Cinzia Bearzot, Franca Landucci, Giuseppe Zecchini (ed.), L'Onomasticon di Giulio Polluce. Tra lessicografia e antiquaria, Milan, Vita e Pensiero, 2007. Pp. viii, 173 (Contributi di storia antica, 5)